# Флавий Цезарий
Флавий Цезарий (на латински: Flavius Caesarius) е политик на Източната Римска империя през края на 4 и началото на 5 век.

## Произход и кариера
Той е син на Флавий Тавър (консул 361 г.) и брат на Флавий Аврелиан (консул 400 г.).
Цезарий e magister officiorum през 386 – 387 г. През 388 г. е comes sacrarum largitionum 388 г. През 395 – 397 г. той е преториански префект на Изтока. През 397 г. е консул на Изтока, а Ноний Атик консул на Запада. През 401 – 403 г. той е за втори път преториански префект на Изток.